# Glenn Frey
Glenn Lewis Frey (6. listopadu 1948 – 18. ledna 2016) byl americký zpěvák, skladatel, producent a herec, známý jako zakládající člen skupiny Eagles. V 70. letech hrál ve skupině Eagles na kytaru, piano a klávesové nástroje. Spolu s Donem Henleyem, byl jedním ze sólových zpěváků Eagles a zpíval sólově ve skladbách jako jsou "Take It Easy", "Peaceful Easy Feeling", "Tequila Sunrise", "Already Gone", "Lyin' Eyes", "New Kid in Town" a "Heartache Tonight".
Po rozpadu Eagles v roce 1980 se věnoval úspěšné sólové kariéře. Vydal své debutové album No Fun Aloud v roce 1982 a nahrál hity, které se umístily Top 40 hits "The One You Love", "Smuggler's Blues", "Sexy Girl", "The Heat Is On", "You Belong to the City", "True Love", "Soul Searchin'" a "Livin' Right".
Jako člen Eagles získal 6 cen Grammy a pět cen American Music Award. Eagles byli uvedeni do Rock and Roll Hall of Fame v roce 1998, hned napoprvé co byli nominováni.Za svou sólovou kariéru a jako člen Eagles získalo jeho dvacetčtyři singlů umístění v Top 40 singles, žebříčku Billboard Hot 100.

## Diskografie

### Studiová alba
| 1982                                                | No Fun Aloud - Datum vydání: 28. května - Značka: Asylum Records | 32  | –  | –  | 39 | –  | - US certification: Gold |
| 1984                                                | The Allnighter - Datum vydání: 19. červen - Značka: MCA Records  | 22  | 57 | 31 | 40 | –  | - US certification: Gold |
| 1988                                                | Soul Searchin' - Datum vydání: 15. srpen - Značka: MCA Records   | 36  | 37 | –  | 36 | –  |                          |
| 1992                                                | Strange Weather - Datum vydání: 23. červen - Značka: MCA Records | –   | –  | –  | 34 | 23 |                          |
| 2012                                                | After Hours - Datum vydání: 8. květen - Značka: Universal Music  | 116 | –  | 92 | –  | –  |                          |
| "—" označuje vydání, která se do žebříčku nedostala |                                                                  |     |    |    |    |    |                          |

### Koncertní alba
| Rok  | Název alba                                                             |
| ---- | ---------------------------------------------------------------------- |
| 1993 | Glenn Frey Live - Datum vydání: 2. červenec 1993 - Značka: MCA Records |

### Alba kompilace
| Rok  | Název alba                                                                                           |
| ---- | --- |
| 1995 | Solo Collection - Datum vydání: 28. březen 1995 - Značka: MCA Records                                |
| 2000 | 20th Century Masters – The Millennium Collection - Datum vydání: 19. září 2000 - Značka: MCA Records |

### Singly
| 1982                                                | "I Found Somebody"         | 31  | 57 | 27 | –  | –  | –  | 93 | —  | No Fun Aloud                             |
| 1982                                                | "The One You Love"         | 15  | –  | 2  | 12 | –  | –  | 50 | 36 | No Fun Aloud                             |
| 1982                                                | "Don't Give Up"            | –   | 25 | –  | –  | –  | –  | –  | —  | No Fun Aloud                             |
| 1982                                                | "Partytown"                | –   | 5  | –  | –  | –  | –  | –  | —  | No Fun Aloud                             |
| 1983                                                | "All Those Lies"           | 41  | –  | 28 | –  | –  | –  | –  | —  | No Fun Aloud                             |
| 1984                                                | "Sexy Girl"                | 20  | –  | 23 | 48 | 13 | –  | 76 | —  | The Allnighter                           |
| 1984                                                | "The Allnighter"           | 54  | –  | –  | –  | –  | –  | –  | —  | The Allnighter                           |
| 1984                                                | "The Heat Is On"           | 2   | 4  | –  | 8  | –  | 12 | 2  | 22 | Beverly Hills Cop (soundtrack)           |
| 1985                                                | "Smuggler's Blues"         | 12  | 13 | –  | 37 | –  | 22 | –  | –  | The Allnighter / Miami Vice (soundtrack) |
| 1985                                                | "You Belong to the City"   | 2   | 1  | 2  | 6  | 2  | –  | 20 | 46 | Miami Vice (soundtrack)                  |
| 1988                                                | "True Love"                | 13  | 15 | 2  | 2  | –  | –  | 49 | –  | Soul Searchin'                           |
| 1988                                                | "Soul Searchin'"           | –   | –  | 5  | –  | –  | –  | –  | —  | Soul Searchin'                           |
| 1989                                                | "Livin' Right"             | 90  | –  | 22 | –  | –  | –  | –  | —  | Soul Searchin'                           |
| 1989                                                | "Flip City"                | –   | –  | –  | –  | –  | –  | –  | —  | Ghostbusters II (soundtrack)             |
| 1991                                                | "Part of Me, Part of You"  | 55  | 9  | 7  | 9  | 8  | –  | –  | –  | Strange Weather                          |
| 1992                                                | "I've Got Mine"            | 91  | –  | 12 | 18 | –  | –  | –  | —  | Strange Weather                          |
| 1992                                                | "River of Dreams"          | –   | –  | 27 | 57 | 34 | –  | –  | —  | Strange Weather                          |
| 1993                                                | "Love in the 21st Century" | 112 | –  | –  | –  | –  | –  | –  | —  | Strange Weather                          |
| 1995                                                | "This Way to Happiness"    | —   | –  | –  | 54 | –  | –  | –  | –  | Solo Collection                          |
| "—" označuje vydání, která se do žebříčku nedostala |                            |     |    |    |    |    |    |    |    |                                          |